# غلاديس ريتشارد
كانت غلاديس أماندا ريتشارد (بالإنجليزية: Gladys Amanda Reichard )‏ (ولدت في يوم 17 يوليو منذ عام 1893 في بانغو، بنسلفانيا؛ توفيت في يوم 25 يوليو منذ عام 1955 في فلاغستاف، أريزونا) عالمة أنثروبولوجيا ولسانيات أميركية. تُعتبر واحدة من أهم النساء اللاتي درسن اللغات والثقافات الأمريكية الأصلية في النصف الأول من القرن العشرين. اشتهرت بدراستها لثلاث لغات أمريكية أصلية: وييوت، وكور دالين، ونافاهو. كانت ريتشارد مهتمة بفهم تنوع اللغة، والصلات بين المبادئ اللسانية وأسس الدين، والثقافة والبيئة.

## سيرتها
حصلت ريتشارد على درجة البكالوريوس من كلية سوارثمور في عام 1919 وعلى درجة الماجستير من الكلية نفسها في عام 1920. بدأت العمل الميداني على لغة وييوت في عام 1922 تحت إشراف أيه. إل. كروبر من جامعة كاليفورنيا، بيركلي. ارتادت ريتشارد جامعة كولومبيا بغية تحصيل درجة الدكتوراه، وحازت عليها في عام 1925 نتيجة دراستها حول قواعد لغة وييوت، التي كتبتها تحت إشراف فرانز بواس. أُنجز عملها الميداني حول لغة وييوت في عامي 1922 و 1923 وكانت نتيجته نشر نصوص وقواعد وييوت في عام 1925.
في عام 1923، تولت منصب موجهة في الأنثروبولوجيا في كلية بيرنارد. في العام نفسه، بدأت العمل الميداني على لغة نافاهو مع بليني إيرل غودارد، وعاودت هذا العمل خلال عدة صيفيات. بعد وفاة غودارد في عام 1928، أمضت ريتشارد صيفياتها في منزل أسرة في نافاهو، تتعلم النساجة، وترعى الأغنام وتشارك في الحياة اليومية لنساء النافاهو. أصبحت في النهاية ناطقة بلغة النافاهو، وهذا إنجاز مرتبط بأعمالها الأساسية حول اللغة والثقافة.
أُنجز عملها حول لغة كور دالين خلال زيارات قامت بها إلى تيكوا، واشنطن، في عامي 1927 و1929. علمت مع مجموعة صغيرة من الناطقين، ثلاثة منهم كانوا من أعضاء عائلة نيكوديموس، دورثي نيكوديموس وجوليا أنتيلوب نيكوديموس ولورنس نيكوديموس، الذي كان حفيد دورثي. كانت جوليا المترجمة والمفسرة الأولى لريتشارد ضمن المجموعة، التي ضمت الحكواتي الرئيس توم مِيّال.  اجتهد لورنس نيكوديموس، الذي قدم إلى جامعة كولومبيا لاحقًا للعمل مع ريتشارد، في تطوير نظام كتابة عملي للغة كور دالين، ونشر معجم جذر، ومرجع للقواعد، وعدة كتب دراسية حول اللغة.
عادت للعمل على لغة نافاهو خلال منتصف الثلاثينيات وتابعت العمل حتى أوائل الخمسينيات. بدأت مدرسة نافاهو عملت فيها مع طلاب لتطوير قواعد إملاء وتهجئة عملية للغة نافاهو. خلال الأربعينيات، أنجزت تحليلًا أوسع للغة نافاهو، ونظام إيمانهم، وممارساتهم الدينية ونتج عنه دراسة في مجلدين، ديانة نافاهو، نُشرت في عام 1950 عن طريق مؤسسة بولينغن. يحوز متحف أريزونا الشمالية على مجموعة واسعة لأعمالها حول إثنولوجيا النافاهو ولغتهم.
عُينت ريتشارد أستاذة متفرغة في كلية برنارد في عام 1951 وبقيت هناك حتى وفاتها في عام 1955. كان هذا القسم هو قسم الأنثروبولوجيا الوحيد في كلية جامعية نسائية، ودُرب عدد من عالمات الأنثروبولوجيا على يدها.

## نزاعاتها مع سابير وبعض الزملاء
وفقًا لتوثيق جوليا فولك، كان عمل ريتشارد حول النافاهو بالتحديد موضوع نزاع مع باحثين آخرين في ذلك الوقت، خصوصًا إدوارد سابير وهاري هويجر، وكانت نتيجته أن العمل غالبًا لم يذكر مثلما ذُكرت أعمالهم. تمركزت هذه النزاعات حول اهتمامات ريتشارد العلمية، أسلوب عملها، ومكانته بصفة امرأة عاملة في منطقة لسانيات يسيطر عليها الرجال.